# Emin (rivière)
Pour les articles homonymes, voir Emin.
L'Emin (chinois : 额敏河 ; pinyin : émǐn hé), l'Emil ou l'Emel (Kazakh : Еміл (Emil) ou Емел (Emel)) est une rivière située à l'Est du Kazakhstan et dans le Xian d'Emin, à l'ouest de la région Kazakh du nord du Xinjiang, en République populaire de Chine. Autour de cette rivière, s'est formée la Vallée de l'Emin.
Elle comporte deux sources, le Sary Emil (kazakh : Ұрқашар, (Urkashar), Emil jaune) et le Kara Emil (kk) (kazakh : Алакөл, (Alaköl), Emil noir).
Elle se jette dans le Lac Alakol, au Kazakhstan.